# Forma Chen Lao Jia Yi Lu
Chenshi Taijiquan Laojia Yilu (陈氏太极拳老架 prima via dell'antica intelaiatura del Taijiquan della famiglia Chen) è una forma (Taolu) dello stile chen del taijiquan.
Il nome Jia (架) è una contrazione di Jiazi che si può tradurre con Struttura, Intelaiatura, Telaio e nelle arti marziali cinesi sta ad indicare l'esercizio di base di uno stile.
Contiene molti movimenti lenti derivanti da quelli di avvolgere il filo di seta oltre che di fajin, cioè di rilascio esplosivo di energia.
Apprenderla è di ovvio interesse per i cultori dello stile Chen, ma anche di grande valore per i praticanti degli altri stili di Taijiquan che possono così ritrovare la versione originale delle posizioni che già praticano.
I movimenti del lao jia yi lu tendono ad essere larghi e meno complessi di altre forme (xin jia, xiao jia, er lu) e, per questo, è studiata prima.
| Posizione | Nome in cinese                        | Nome in italiano                               | Movimenti |
|           | 預備式 Yùbèi Shì                      | Preparazione                                   |           |
| 1         | 太极起势 Tai ji qi Shi                | Apertura del Taiji                             |           |
| 2         | 金刚捣碓 Jin Gang Dao Dui             | Jin Gang pesta nel mortaio                     |           |
| 3         | 懒扎衣 Lan Zha Yi                     | Tenere pigramente il lembo del vestito         |           |
| 4         | 六封四闭 Liu Feng Si Bi               | Sei sigilli e quattro chiusure                 |           |
| 5         | 单鞭 Dan Bian                         | Frusta semplice                                |           |
| 6         | 金刚捣碓 Jin Gang Dao Dui             | Jin Gang pesta nel mortaio                     |           |
| 7         | 白鹅亮翅 Bai He Liang Chi             | La gru bianca spiega le ali                    |           |
| 8         | 斜形 Xie Xing                         | Posizione obliqua                              |           |
| 9         | 搂膝 Lou xi                           | Spazzare il ginocchio                          |           |
| 10        | 拗步 Qian Tang Ao bu                  | Avanzare verso l'altare                        |           |
| 11        | 斜形 Xie Xing                         | Posizione obliqua                              |           |
| 12        | 搂膝 Lou xi                           | Spazzare il ginocchio                          |           |
| 13        | 拗步 Qian Tang Ao bu                  | Avanzare verso l'altare                        |           |
| 14        | 掩手肱拳 Yan Shou Gong Quan           | Coprire le mani e colpire col pugno            |           |
| 15        | 金刚捣碓 Jin Gang Dao Dui             | Jin Gang pesta nel mortaio                     |           |
| 16        | 撇身捶 Pie Shen Chui                  | Colpo col pugno col corpo inclinato            |           |
| 17        | 青龙出水 Qing Long Chu Shui           | Il drago verde emerge dall'acqua               |           |
| 18        | 双推手 Shuang Tui Shou                | Spinta con le due mani                         |           |
| 19        | 肘底看拳 Zhou Di Kan Quan             | Il pugno visibile sotto il gomito              |           |
| 20        | 倒卷肱 Dao Juan Gong                  | Girare il braccio all'indietro indietreggiando |           |
| 21        | 白鹅亮翅 Bai He Liang Chi             | La gru bianca spiega le ali                    |           |
| 22        | 斜形 Xie Xing                         | Posizione obliqua                              |           |
| 23        | 闪通背 Shang Tong Bei                 | Evitare un colpo alle spalle                   |           |
| 24        | 掩手肱拳 Yan Shou Gong Quan           | Coprire le mani e colpire col pugno            |           |
| 25        | 六封四闭 Liu Feng Si Bi               | Sei sigilli e quattro chiusure                 |           |
| 26        | 单鞭 Dan Bian                         | Frusta semplice                                |           |
| 27        | 云手 Yun Shou                         | Le mani (come) nuvole                          |           |
| 28        | 高探马 Gao Tan Ma                     | Accarezzare la criniera del cavallo            |           |
| 29        | 右擦脚 You Ca Jiao                    | Colpire con la mano il piede a destra          |           |
| 30        | 左擦脚 Zuo Ca Jiao                    | Colpire con la mano il piede a sinistra        |           |
| 31        | 左蹬一跟 Zuo Deng Yi Gen              | Dare un colpo di tallone a sinistra            |           |
| 32        | 前趟拗步 Qian Tang Ao bu              | Avanzare verso l'altare                        |           |
| 33        | 击地捶 Ji Di Chui                     | La presa dell'Immortale                        |           |
| 34        | 踢二起 Ti Er Qi                       | Doppio calcio volante                          |           |
| 35        | 护心拳 Hu Xin Quan                    | Il pugno protegge il cuore                     |           |
| 36        | 旋风脚 Xuan Feng Jiao                 | Calcio ciclone                                 |           |
| 37        | 右蹬一跟 You Deng Yi Gen              | Dare un colpo di tallone a destra              |           |
| 38        | 掩手肱拳 Yan Shou Gong Quan           | Coprire le mani e colpire col pugno            |           |
| 39        | 小擒打 Xiao Qin Da                    | Piccola cattura e colpire                      |           |
| 40        | 抱头推山 Bao Tui Tai Shan             | Prendere la testa e spingere la montagna       |           |
| 41        | 六封四闭 Liu Feng Si Bi               | Sei sigilli e quattro chiusure                 |           |
| 42        | 单鞭 Dan Bian                         | Frusta semplice                                |           |
| 43        | 前招 Qian Zhou                        | Movimento in avanti                            |           |
| 44        | 后招 Hou Zhou                         | Movimento all'indietro                         |           |
| 45        | 野马分鬃 Ye Ma Fen Zong               | Il cavallo selvaggio scuote la criniera        |           |
| 46        | 六封四闭 Liu Feng Si Bi               | Sei sigilli e quattro chiusure                 |           |
| 47        | 单鞭 Dan Bian                         | Frusta semplice                                |           |
| 48        | 玉女穿梭 Yu Nu Chuan Suo              | La donna di giada lancia la spola              |           |
| 49        | 懒扎衣 Lan Zha Yi                     | Tenere pigramente il lembo del vestito         |           |
| 50        | 六封四闭 Liu Feng Si Bi               | Sei sigilli e quattro chiusure                 |           |
| 51        | 单鞭 Dan Bian                         | Frusta semplice                                |           |
| 52        | 云手 Yun Shou                         | Le mani (come) nuvole                          |           |
| 53        | 摆脚跌岔 Bai Jiao Die Cha             | Cascare coi piedi in forca                     |           |
| 54        | 金鸡独立 Jin Ji Du Li                 | Il gallo d'oro sta su una zampa                |           |
| 55        | 倒卷肱 Dao Juan Gong                  | Girare il braccio all'indietro indietreggiando |           |
| 56        | 白鹅亮翅 Bai He Liang Chi             | La gru bianca spiega le ali                    |           |
| 57        | 斜形 Xie Xing                         | Posizione obliqua                              |           |
| 58        | 闪通背 Shang Tong Bei                 | Evitare un colpo alle spalle                   |           |
| 59        | 掩手肱拳 Yan Shou Gong Quan           | Coprire le mani e colpire col pugno            |           |
| 60        | 六封四闭 Liu Feng Si Bi               | Sei sigilli e quattro chiusure                 |           |
| 61        | 单鞭 Dan Bian                         | Frusta semplice                                |           |
| 62        | 云手 Yun Shou                         | Le mani (come) nuvole                          |           |
| 63        | 高探马 Gao Tan Ma                     | Accarezzare la criniera del cavallo selvaggio  |           |
| 64        | 十字脚 Shi Zhi Jiao                   | Spazzare il lotus incrociando                  |           |
| 65        | 指裆捶 Zhi Dang Chui                  | Pugno al pube                                  |           |
| 66        | 猿猴献果 Yuan Hou Tan Guo             | La scimmia bianca offre il frutto              |           |
| 67        | 单鞭 Dan Bian                         | Frusta semplice                                |           |
| 68        | 雀地龙 Que Di Long                    | Il drago s'arrampica sul suolo                 |           |
| 69        | 上步七星 Shang bu Qi Xing             | Avanzare verso le sette stelle                 |           |
| 70        | 下步跨肱 Xia bu Kua Gong              | Indietreggiare come una tigre                  |           |
| 71        | 转身双摆莲 Zhuan Shen Shuang Bai Lian | Girare e spazzare il loto con le due mani      |           |
| 72        | 当头炮 Dang Tou Pao                   | I pugni cannoni                                |           |
| 73        | 金刚捣碓 Jin Gang Dao dui             | Jin Gang pesta nel mortaio                     |           |
| 74        | 收势 Shou shi                         | Chiusura                                       |           |